# Львинки
Льви́нки (лат. Stratiomyidae) — довольно крупное семейство двукрылых насекомых, насчитывающее около 2800 видов.

## Описание
Тело уплощённое, часто окрашено в яркие цвета (нередко с металлическим отблеском), также имеют тонкие прозрачные крылья и имеют своеобразные усики (имеющие кольчатый последний членик).

## Экология и местообитания
Личинки развиваются в почве, навозе и гниющей древесине. Покровы личинок пропитаны углекислым кальцием и служат хорошей защитой как для личинок, так и для куколки, которая образуется внутри личиночной шкурки.

## Палеонтология
Древнейшей львинкой считается Montsecia martinezdelclosi из нижнемеловых отложений Испании. Также представители семейства обнаружены в бирманском и испанском меловых янтарях.

## Классификация
В состав семейства включают около 2800 видов, 385 родов и 12 подсемейств:
- Antissinae Kertész, 1908
- Beridinae Westwood, 1838
- Chiromyzinae Brauer, 1880
- Chrysochlorininae Woodley, 2001
- Clitellariinae Brauer, 1882
- Hermetiinae Loew, 1862
- Nemotelinae Kertész, 1912
- Pachygastrinae Loew, 1856
- Parhadrestiinae Woodley, 1989
- Raphiocerinae Schiner, 1868
- Sarginae Walker, 1834
- Stratiomyinae Latreille, 1802

## Распространение
Встречаются повсеместно. В лесах северной части Евразии встречаются более ста видов.